# Израильско-эсватинские отношения
Израильско-эсватинские отношения — двусторонние международные дипломатические исторические и настоящие политические, военные, торговые, культурные и иные отношения между Эсватини и Израилем.

## История
Оба государства установили дипломатические отношения в сентябре 1968 года сразу после того, как Эсватини, тогда — Свазиленд, провозгласил независимость от Великобритании.
После Войны Судного дня в 1973 году последовал глобальный нефтяной кризис и большинство африканских стран разорвали дипломатические отношения с Израилем из-за двух главных причин: обещание дешёвой нефти и финансовой помощи от арабских государств, а также соответствие продвигаемой Египтом резолюции Организации африканского единства, которая призывала прекратить контакты с еврейским государством. Только Малави, Лесото и Свазиленд не прекратили поддерживать полные дипломатические отношения с Израилем, в то время как некоторые другие страны продолжали негласные контакты через офисы интересов в посольствах третьих стран. Сотрудничество было достаточно продуктивным: африканские студенты проходили обучающие курсы в Израиле, а израильские эксперты работали в Африке.
До 1996 года у Израиля было посольство в Мбабане, которое было закрыто по финансовым причинам. Сегодня Государство Израиль представлено в королевстве нерезидентным послом, который работает в посольстве в Претории, ЮАР.
В начале августа 2012 года израильский посол Дов Сегев-Штайнберг (Dov Segev-Steinberg) вручил верительные грамоты свазилендскому королю Мсвати III. На церемонии посла сопровождал раввин Моше Зильберхафт, духовный лидер Африканского еврейского конгресса. Кроме того, присутствовал глава свазилендского правительства, глава МИД этой страны и Geoff Ramakgadi, местный бизнесмен, который занимается делами малочисленной еврейской общины Свазиленда. Король Мсвати III поблагодарил после Сегев-Штайнберга за открытую израильтянами в его стране офтальмологическую клинику, а также за приглашение посетить еврейское государство в будущем. Глава МИД Свазиленда поделился своими воспоминаниями об учебе в колледже Галилеи в Израиле.
В декабре 2016 года глава правительства Свазиленда Барнабас Сибусисо Дламини посетил Израиль и встретился со своим коллегой Биньямином Нетаньяху. В поездке Дламини сопровождал министр сельского хозяйства Мозес Вилакати и делегация из официальных лиц. На встрече стороны обсудили расширение двустороннего сотрудничество в сфере водных ресурсов, образовании, сельского хозяйства, здравоохранении и безопасности.
В апреле 2017 года израильский посол в Свазиленде Артур Ленк выступил перед студентами и преподавателями Свазилендского университета (UNISWA) по вопросам международных отношений.
С августа 2017 года Лиор Кеинан (Lior Keinan) назначен послом в ЮАР, Свазиленд, Лесото и Маврикий.

## Евреи в Эсватини
В Эсватини проживают порядка 40 человек, имеющих отношение к Израилю. Половина из них — члены еврейской общины страны, а другие — израильские бизнесмены, работающие в королевстве. Евреи в Эсватини заняты в мясной промышленности и в изготовлении свечей. В королевстве есть два еврейских кладбища и частная еврейская школа, которую основал бизнесмен Geoff Ramakgadi. Муж сестры короля Мсвати III является христианским священником и регулярно два раза в год возглавляет туристическую группу паломников по святым местам в Израиль.